# Ischnomera klapperichi
Ischnomera klapperichi es una especie de coleóptero de la familia Oedemeridae.

## Distribución geográfica
Habita en Afganistán.